# Die Blumen
Die Blumen sind eine deutsche Band aus Hannover. Als lockerer Musikerverbund verwendet die Formation unterschiedliche Musikspielarten wie Indie-Rock, Pop, Hip-Hop, Rap, Punk, Reggae, Shanty, Disco, Country, Easy Listening und Rock ’n’ Roll, die sie oft humorvoll karikiert.

## Geschichte
Die Band wurde 2007 von Karo Kamerun und Jimi Haase (Songwriter- und Produzentenduo) gegründet. Die Studio sowie Live-Besetzung ist genauso unterschiedlich wie die musikalische Ausrichtung und reicht vom Duo-Trio-Quartett bis zur zehnköpfigen Bigband. In dieser findet man neben völlig unbedarften Amateuren auch Profis, die u. a. bei Fury in the Slaughterhouse, Wohnraumhelden, Gunter Gabriel, Anca Graterol,
Sanitys Dawn, Marquess, Axel Rudi Pell, Clemens Maria Haas (Steinwolke), King Curry, Red Row Six, Kamerun News, Melones und Rough Silk spielen bzw. spielten.
Ab 2009 wurden sie vom Fastball Music (Fastball Music/Bob-Media/Sony Music) Label übernommen.
Obwohl grundsätzlich nicht politisch ausgerichtet in ihren Texten, nahmen sie 2014 am Protestsong-Contest des Asphalt-Magazins im Pavillon in Hannover teil, bei dem sie wegen einer fehlenden Stimme den zweiten Platz belegten.

Die Blumen auf der Bühne beim Fährmannsfest 2009

Sie spielten mehrfach auf Open Air-Konzerten wie dem Fährmannsfest Hannover, aber durch die verschiedenen Engagements der einzelnen Musiker konzentrieren sie sich derzeit sporadisch auf Studioaufnahmen mit gelegentlichen YouTube-Veröffentlichungen.

## Diskografie
Alben
- 2009: Römisch Drei (Fastball Music – BM09C348)[6][7][8]
- 2012: Nummer Acht (Awesome Kickass Records)[9]